# رئيس مجلس الإدارة
رئيس مجلس الإدارة (بالإنجليزية: Chairman)‏ هو أعلى منصب لأي مجموعة منظمة مثل مجلس الإدارة لشركة ما أو في . ويعين الشخص عادة في هذا المنصب عن طريق الترشيح أو التعيين من أعضاء مجلس الإدارة. ويدير رئيس مجلس الإدارة الاجتماعات وينظم عملها بطريقة منظمة.

## أصل اللفظ
اللفط مُترجَم من الإنجليزية، ويحتوي على مصطلح "كُرسي - Chair"، ويُرجَّح بأن أصل هذا اللفظ، يرجع لبيت الحكمة، حيث إن المؤدب والمعلم يجلس على كرسي عالٍ، بينما الطلاب يجلسون على الأرض بترتيب دائري.